# Bruine rozenmineermot
De bruine rozenmineermot (Stigmella anomalella) is een vlinder uit de familie dwergmineermotten (Nepticulidae). De wetenschappelijke naam is voor het eerst geldig gepubliceerd in 1783 door Goeze.
De soort komt voor in Europa.